# جيم هوارث
جيم هوارث (بالإنجليزية: Jim Howarth)‏ هو لاعب كرة قاعدة أمريكي، ولد في 7 مارس 1947 في بيلوكسي في الولايات المتحدة.

## وصلات خارجية
- جيم هوارث على موقعبيزبول رفرنس.كوم (الدوري الرئيسي) (الإنجليزية)
- جيم هوارث على موقعبيزبول رفرنس.كوم (الدوري الثانوي) (الإنجليزية)